# M-Verfahren

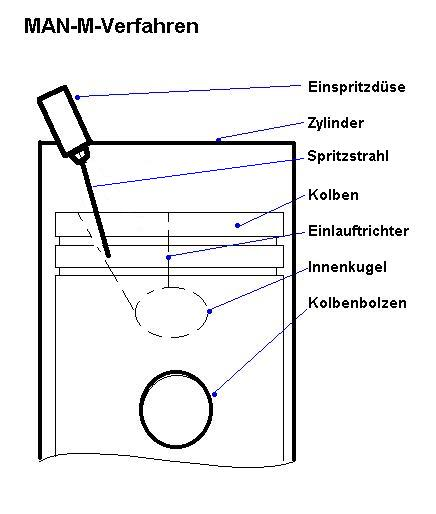
Prinzip des MAN-M-Verfahrens

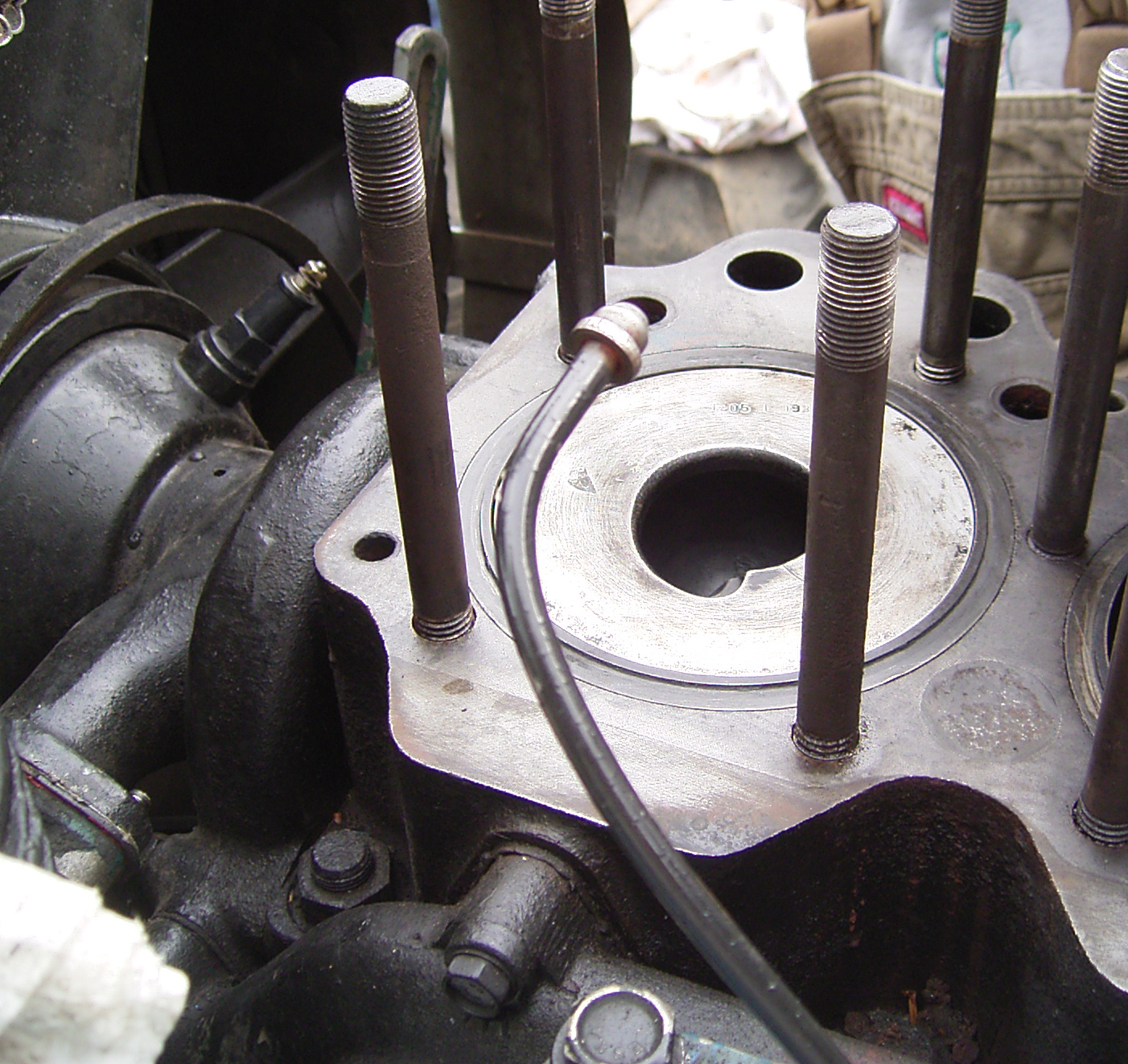
M-Kolben eines 4 VD 14,5/12-1 SRW

Das M-Verfahren, Kurzform für Mittenkugelverfahren, ist ein Gemischbildungsverfahren für Dieselmotoren, bei dem der Kraftstoff wandverteilt in einen kugelförmigen Brennraum eingespritzt wird. Es wird zu den unmittelbaren Einspritzverfahren gezählt. Heute gilt das M-Verfahren als veraltet. Eingesetzt wurde es überwiegend bei Stationärmotoren und Motoren für Nutzfahrzeuge, Pkw-Motoren mit M-Verfahren gibt es nicht.

## Funktionsprinzip
Anders als bei einem konventionellen Einspritzverfahren, bei dem der Kraftstoff zur Effizienzsteigerung möglichst weit von der Brennraumwand entfernt bleiben soll, wird beim M-Verfahren der Kraftstoff gezielt auf die Wand des Brennraumes aufgetragen, der als kugelförmige Mulde im Kolbenboden ausgebildet ist (siehe Bild rechts). Durch eine Einloch- oder Zweilochdüse wird der Kraftstoff tangential zur Brennraumwand mit niedrigem Druck eingespritzt, wodurch er sich größtenteils als Film auf der Wandoberfläche verteilt. Um die Zündung einzuleiten, wird ein geringer Teil des Kraftstoffes luftverteilt. Erst durch die hohe Gastemperatur, die nach der Zündung im Brennraum herrscht, dampft der Kraftstoff von der Brennraumwand ab und wird durch einen starken Luftwirbel schnell mit der Ansaugluft vermischt, wodurch er verbrennt. Da die Geschwindigkeit des Kraftstoffes gegen 0 geht, muss die Geschwindigkeit der Luft erhöht werden, um eine hohe Relativgeschwindigkeit zwischen Kraftstoff und Luft zu erzielen. Erreicht wird dies mit gedrallten Lufteinlasskanälen.
Hintergrund des M-Verfahrens ist, dass durch eine wandverteilte Einspritzung der noch flüssige Kraftstoff nicht der hohen Brennraumtemperatur ausgesetzt ist, also nicht „aufbereitet“ ist, wodurch der Druckanstieg im Zylinder beim Einsetzen der Verbrennung sehr niedrig ist und die Verbrennung langsam abläuft, was sich in einem geringen Verbrennungsgeräusch bemerkbar macht. Zudem führt die wandverteilte Einspritzung zu einer guten Luftausnutzung, wodurch Motoren mit M-Verfahren nur wenig rußen. Bis zur Rauchgrenze können so hohe Mitteldrücke erreicht werden.
Nachteilig am M-Verfahren ist, dass prinzipbedingt hohe Strömungs- und Wärmeübergangsverluste auftreten, was die Effizienz mindert und somit den Kraftstoffverbrauch erhöht. Darüber hinaus werden insbesondere der Kolben und der Zylinderkopf einer größeren thermischen Belastung ausgesetzt, weshalb sich Motoren mit M-Verfahren nicht gut für Kompressor- oder Turboaufladung eignen. Im Teillastbereich ist wegen der sinkenden Temperaturen das Gemischbildungsverhalten schlecht, wodurch vermehrt Kohlenwasserstoffe ausgestoßen werden.
Das M-Verfahren erlaubt einen spezifischen Kraftstoffverbrauch (be) von ca. 156 g/PS·h (212 g/kW·h) im Bestpunkt, was einem Wirkungsgrad von ca. 40 % entspricht.

## Vielstoffeigenschaften
Da beim M-Verfahren der Kraftstoff prinzipbedingt auf die kältere Brennraumwand aufgetragen wird und nicht direkt dem heißen Gas ausgesetzt ist, eignet sich das Verfahren nicht nur für konventionelle Dieselkraftstoffe, sondern auch für Erdölfraktionen, die bei Temperaturen von 40 °C (313,15 K) bis 400 °C (673,15 K) sieden sowie Motorenbenzin mit bis zu 86 Oktan. Eine Weiterentwicklung des M-Verfahrens ist das FM-Verfahren (F wie Fremdzündung), bei dem die dieselmotortypischen Merkmale der inneren Gemischbildung und qualitativen Regelung beibehalten wurden, das Gemisch jedoch kontrolliert mit einer Zündkerze gezündet wird. Daher sind Motoren mit FM-Verfahren weder Otto- noch Dieselmotoren, es handelt sich um Hybridmotoren, die nach dem Prinzip der Schichtladung arbeiten. Gegenüber dem klassischen M-Verfahren ist das Abgasverhalten verbessert. Beim FM-Verfahren ist die Zündkerze mit zwei parallelen Stiftelektroden an der dem Injektor gegenüberliegenden Brennraumwand angeordnet. Alternativ kann eine Zündkerze mit drei Masseelektroden am Rand des Brennstoffstrahls positioniert werden.

## Geschichte
Erste Überlegungen zum M-Verfahren stellte der Ingenieur Kurt Blume 1940 an, 1941 wurden diese Überlegungen erstmals schriftlich festgehalten. Das M-Verfahren wurde dann von Joachim Siegfried Meurer bei MAN zur Serienreife gebracht. Die ersten Motoren mit M-Verfahren liefen in den Jahren 1954 und 1955 auf dem Prüfstand.
MAN ließ sich seine Fahrzeugmotoren auf Grundlage des Patents auf das M-Verfahren schützen. Dies löste einen umfangreichen Rechtsstreit gegen MAN aus. Unter anderem erhob das Institut für Kraftfahrzeugforschung in Prag im Jahre 1959 eine Nichtigkeitsklage beim deutschen Patentamt. Dieser wurde seitens des Bundesgerichtshofs am 25. Februar 1964 nicht entsprochen, was seitens der DDR-Fachpresse als politisch motiviertes Urteil gewertet wurde. Nach Ansicht der Kläger handelte es sich bei den seinerzeit von MAN produzierten Motoren gar nicht um das patentierte M-Verfahren, weil es gar nicht zur direkten Auftragung des Kraftstoffs im Brennraum, sondern vorwiegend zu einer vorherigen Zerstäubung/Gemischbildung käme. Die Patentabteilung von MAN entgegnete darauf, dass die Auftragung des Kraftstoffs auf die Brennraumwand entscheidendes Merkmal des patentierten M-Verfahrens ist, und die unterstellte vorherige Zerstäubung des Kraftstoffs im Motorbetrieb nicht zutreffend sei. Schließlich wurde das M-Verfahren in der DDR lizenziert, um es ab 1967 für den Industriemotor 4 VD 14,5/12-1 SRW und weitere Dieselmotoren des Traktorenwerks Schönebeck zu nutzen.
Das vom M-Verfahren abgeleitete FM-Verfahren wurde vom Ende der 1960er-Jahre bis in die Mitte der 1980er-Jahre genutzt.